# Nao Ueki
Nao Ueki (植木南央, Ueki Nao), née le 12 août 1997, est une chanteuse et idole japonaise, actuellement membre de la Team H du groupe féminin japonais HKT48. Elle a auparavant participé à l'un des titres, Aozora yo Sabishikunai ka? (青空よ 寂しくないか?) du quatrième album 1830m de son groupe sœur AKB48.
En avril 2014, a lieu un grand shuffle du groupe HKT48, elle est transférée à la nouvelle équipe la Team KIV (ou K4), qui voit le jour le même mois.

## Discographie (avec HKT48)

### Singles
1. 20 mars 2013 : Suki! Suki! Skip!
2. 4 septembre 2013 : Melon Juice
3. 12 mars 2014 : Sakura, Minna de Tabeta
4. 24 septembre 2014 : Hikaeme I love you!
5. 22 avril 2015 : 12 Byō
6. 25 novembre 2015 : Shekarashika! (feat. Kishidan)
7. 13 avril 2016 : 74 Okubun no 1 no Kimi e

## Média
Publicité
2013 - Lotte "Koala no March"